# Жаґно
Жаґно (пол. Żagno, нім. Zangen) — село в Польщі, у гміні Скемпе Ліпновського повіту Куявсько-Поморського воєводства.
Населення — 444 особи (2011).
У 1975-1998 роках село належало до Влоцлавського воєводства.

## Демографія
Демографічна структура станом на 31 березня 2011 року:
|          | Загалом | Допрацездатний вік | Працездатний вік | Постпрацездатний вік |
| -------- | ------- | ------------------ | ---------------- | -------------------- |
| Чоловіки | 222     | 59                 | 139              | 24                   |
| Жінки    | 222     | 63                 | 118              | 41                   |
| Разом    | 444     | 122                | 257              | 65                   |